# ニートと居候とたかさき
ニートと居候とたかさき（にーとといそうろうとたかさき）は日本の男性3人組YouTuber。主にルームシェアに密着する動画を投稿している。チャンネル名は、家主と同居する人物の属性に由来して命名された。

## 来歴

### 2021年（令和3年）
- 9月11日、一本目の動画「ニートと居候との生活が始まってしまいました【ルームシェア】」を投稿。[1]。
- 11月、初のグッズを発売[2][3]。

### 2022年（令和4年）
- 4月、チャンネル登録者数が1万人を突破[4]。
- 10月、「ニートと居候とたかさき展」を開催[5]。

### 2023年（令和5年）
- 10月25日、「ニートと居候とたかさき展 2023」を開催。[6]。

### 2024年（令和6年）
- 1月11日、JOURNAL STANDARDのレーベルである「笑衣」とコラボ[7]。
- 2月21日、「ニートと居候とたかさき LIVE」が開催[8]。
- 2月22日、「嫌なこと全部逃げてみた アラサー男3人のがんばらない日常」が出版[9]。
- 4月1日、チャンネル登録者数が30万人を突破。
- 10月28日、会社「SAMPLE」設立
- 11月28日、チャンネル登録者数40万人突破。

### 2025年（令和7年）
- 6月12日、ボードゲーム「…の隣の、こう見えて実はニートの野尻です。」発売開始。

## メンバー

### 主なメンバー
たかさき（高崎雄介）（1994年2月22日（31歳） - ）
千葉県出身。クリエイター。家主。野尻とは高校生からの友人であり、南とは「サンプル」というお笑いコンビを組んでいた。2023年7月にたかさきと南のラジオ「EX SAMPLE」が開始。
2024年6月に個人チャンネル「たかさき」を開設し、2025年3月に南とのYouTuneチャンネル「サンプル」を開設した。
野尻（のじり、野尻悠輔）（1993年4月6日（32歳） - ）
千葉県出身。ニート。料理やゲームが得意。しもちゃんの夫。ルームシェアをたかさきと高校卒業後から10年程続けている。妻であるしもちゃんとのカップルチャンネル「しものじ」がある。
南（みなみ、南翔太）（1996年11月13日（28歳） - ）
奈良県出身。居候。元芸人。小説家。俳優。前述の通り2016年にお笑いコンビ「サンプル」をたかさきと組んでいた。
2023年3月から個人チャンネル「373ch」に動画を投稿している。

### その他メンバー
木島（きじま）
密着者。初投稿からカメラマンをしている。元芸人。顔出しはしておらず、ライブ等の際はオオカミの被り物を被って出演する。
しもちゃん
野尻の妻。グッズの宣材写真のモデルとして掲載されることもある。